# Chorizanthe paniculata
Chorizanthe paniculata är en slideväxtart som beskrevs av George Bentham. Chorizanthe paniculata ingår i släktet Chorizanthe och familjen slideväxter. Inga underarter finns listade i Catalogue of Life.